# سباق الجائزة الكبرى للدراجات النارية موسم 2005
سباق الجائزة الكبرى للدراجات النارية موسم 2005 كان النسخة الـ 57 من بطولة العالم التي نظمها الاتحاد الدولي للدراجات النارية. تكون الموسم من 17 سباقا بدأ بجائزة إسبانيا الكبرى للدراجات النارية 2005 في 10 أبريل وانتهى بجائزة بلنسية الكبرى للدراجات النارية 2005 في 6 نوفمبر.

## النتائج
| الجولة | التاريخ   | السباق                                         | المكان                           | الفائز بفئة 125 سي سي  | الفائز بفئة 250 سي سي  | الفائز بفئة موتو جي بي | التقرير |
| ------ | --------- | ---------------------------------------------- | -------------------------------- | ---------------------- | ---------------------- | ---------------------- | ------- |
| 1      | 10 أبريل  | جائزة إسبانيا الكبرى للدراجات النارية          | حلبة خيريز                       | ماركو سيمونسيلي        | داني بيدروسا           | فالنتينو روسي          | التقرير |
| 2      | 17 أبريل  | جائزة البرتغال الكبرى للدراجات النارية         | حلبة إستوريل                     | ميكا كاليو             | كيسي ستونر             | أليكس باروس            | التقرير |
| 3      | 1 مايو    | جائزة الصين الكبرى للدراجات النارية            | حلبة شانغهاي الدولية             | ماتيا باسيني           | كيسي ستونر             | فالنتينو روسي          | التقرير |
| 4      | 15 مايو   | جائزة فرنسا الكبرى للدراجات النارية            | حلبة دي لا سارث                  | توماس لوثي             | داني بيدروسا           | فالنتينو روسي          | التقرير |
| 5      | 5 يونيو   | جائزة إيطاليا الكبرى للدراجات النارية          | حلبة موجيلو                      | غابور تالماتشي         | داني بيدروسا           | فالنتينو روسي          | التقرير |
| 6      | 12 يونيو  | جائزة كتالونيا الكبرى للدراجات النارية         | حلبة دي كاتلونيا                 | ماتيا باسيني           | داني بيدروسا           | فالنتينو روسي          | التقرير |
| 7      | 25 يونيو  | كأس هولندا السياحية                            | حلبة أسن تي تي                   | غابور تالماتشي         | سيباستيان بورتو        | فالنتينو روسي          | التقرير |
| 8      | 10 يوليو  | جائزة الولايات المتحدة الكبرى للدراجات النارية | حلبة لاغونا سيكا                 | لم يقم سباق لهذه الفئة | لم يقم سباق لهذه الفئة | نيكي هايدن             |         |
| 9      | 24 يوليو  | جائزة بريطانيا الكبرى للدراجات النارية         | دونينجتون بارك                   | جوليان سيمون           | راندي دي بونيت         | فالنتينو روسي          | التقرير |
| 10     | 31 يوليو  | جائزة ألمانيا الكبرى للدراجات النارية          | ساتشسينرينج                      | ميكا كاليو             | داني بيدروسا           | فالنتينو روسي          | التقرير |
| 11     | 20 أغسطس  | جائزة التشيك الكبرى للدراجات النارية           | حلبة برنو                        | توماس لوثي             | داني بيدروسا           | فالنتينو روسي          | التقرير |
| 12     | 18 سبتمبر | جائزة اليابان الكبرى للدراجات النارية          | حلبة موتيجي                      | ميكا كاليو             | هيروشي أوياما          | لوريس كابيروسي         | التقرير |
| 13     | 25 سبتمبر | جائزة ماليزيا الكبرى للدراجات النارية          | حلبة سيبانغ الدولية              | توماس لوثي             | كيسي ستونر             | لوريس كابيروسي         | التقرير |
| 14     | 1 أكتوبر  | جائزة قطر الكبرى للدراجات النارية              | حلبة لوسيل الدولية               | غابور تالماتشي         | كيسي ستونر             | فالنتينو روسي          | التقرير |
| 15     | 16 أكتوبر | جائزة أستراليا الكبرى للدراجات النارية         | حلبة الجائزة الكبرى بجزيرة فيليب | توماس لوثي             | داني بيدروسا           | فالنتينو روسي          | التقرير |
| 16     | 23 أكتوبر | جائزة تركيا الكبرى للدراجات النارية            | حلبة إسطنبول                     | مايك دي ميغليو         | كيسي ستونر             | ماركو ميلاندري         |         |
| 17     | 6 نوفمبر  | جائزة بلنسية الكبرى للدراجات النارية           | حلبة ريكاردو تورمو               | ميكا كاليو             | داني بيدروسا           | ماركو ميلاندري         | التقرير |